# Alphonse Couturier (unioniste)
Pour les articles homonymes, voir Alphonse Couturier et Couturier.
Cet article concerne le député de l'Union nationale. Pour le député libéral, voir Alphonse Couturier (libéral).
Alphonse Couturier (Sainte-Hélène, 12 février 1885 - Québec, 11 juillet 1973) est un ancien député unioniste à l'Assemblée nationale du Québec. Il a été maire de Saint-Louis-du-Ha! Ha! de 1931 à 1936 et maire de Marsoui de 1950 à 1960.
Il a été élu député à l'élection de 1952 et réélu en 1956.